# Louise-Henriette de Nassau-Sarrebruck
Louise-Henriette de Nassau-Sarrebruck (en allemand Louise von Nassau-Saarbrücken) est née à Sarrebruck (Nassau-Sarrebruck) le 6 décembre 1705 et meurt à Gedern le 28 octobre 1766. Elle est la fille du comte Louis-Crato de Nassau-Sarrebruck (1663-1713) et de Henriette-Philippine de Hohenlohe-Langenbourg (1679-1751). 

## Mariage et descendance
Le 22 septembre 1719 elle épouse à St. Lorenz (Souabe) Frédéric-Charles de Stolberg-Gedern (1693-1767), fils du comte Louis-Christian (1652-1710) et de la princesse Christine de Mecklembourg-Güstrow (1663-1749). De ce mariage naissent:
- Gustave-Adolphe (1722-1757)
- Christian-Charles de Stolberg-Gedern (1725-1764), marié avec Éléonore de Reuss-Lobenstein (1736-1782).
- Caroline (1731-1796), mariée avec Christian-Albert de Hohenlohe-Langenbourg (1726-1789)